# Barbara Baehr
Pour les articles homonymes, voir Baehr et Hoffmann.
Barbara Baehr, née Barbara Hoffmann le 25 février 1953, est une arachnologiste allemande d'Australie.
Diplômée de l'Université de Tübingen, elle travaille au Queensland Museum à Brisbane. C'est une spécialiste de l'aranéofaune australienne.

## Taxons nommés en son honneur
- Misgolas baehrae Wishart & Rowell, 2008
- Duninia baehrae Marusik & Fet, 2009

## Quelques Taxons décrits
- Basasteron Baehr, 2003
- Cavasteron Baehr & Jocqué, 2000
- Cavisternum Baehr, Harvey & Smith, 2010
- Colimarena Jocqué & Baehr, 2021
- Epicratinus Jocqué & Baehr, 2005
- Euasteron Baehr, 2003
- Hersilia albinota Baehr & Baehr, 1993
- Hersilia australiensis Baehr & Baehr, 1987
- Hersilia baliensis Baehr & Baehr, 1993
- Hersilia bifurcata Baehr & Baehr, 1998
- Hersilia clypealis Baehr & Baehr, 1993
- Hersilia deelemanae Baehr & Baehr, 1993
- Hersilia facialis Baehr & Baehr, 1993
- Hersilia feai Baehr & Baehr, 1993
- Hersilia flagellifera Baehr & Baehr, 1993
- Hersilia impressifrons Baehr & Baehr, 1993
- Hersilia kinabaluensis Baehr & Baehr, 1993
- Hersilia longbottomi Baehr & Baehr, 1998
- Hersilia madang Baehr & Baehr, 1993
- Hersilia mainae Baehr & Baehr, 1995
- Hersilia martensi Baehr & Baehr, 1993
- Hersilia mimbi Baehr & Baehr, 1993
- Hersilia mjoebergi Baehr & Baehr, 1993
- Hersilia nentwigi Baehr & Baehr, 1993
- Hersilia nepalensis Baehr & Baehr, 1993
- Hersilia novaeguineae Baehr & Baehr, 1993
- Hersilia simplicipalpis Baehr & Baehr, 1993
- Hersilia sundaica Baehr & Baehr, 1993
- Hersilia tenuifurcata Baehr & Baehr, 1998
- Hersilia tibialis Baehr & Baehr, 1993
- Hersilia vicina Baehr & Baehr, 1993
- Hersilia wellswebberae Baehr & Baehr, 1998
- Holasteron Baehr, 2004
- Leptasteron Baehr & Jocqué, 2001
- Masasteron Baehr, 2004
- Minasteron Baehr & Jocqué, 2000
- Murricia cornuta Baehr & Baehr, 1993
- Neotama Baehr & Baehr, 1993
- Notasteron Baehr, 2005
- Pentasteron Baehr & Jocqué, 2001
- Phenasteron Baehr & Jocqué, 2001
- Promurricia Baehr & Baehr, 1993
- Promurricia depressa Baehr & Baehr, 1993
- Pseudasteron Jocqué & Baehr, 2001
- Pseudasteron simile Jocqué & Baehr, 2001
- Spinasteron Baehr, 2003
- Subasteron Baehr & Jocqué, 2001
- Subasteron daviesae Baehr & Jocqué, 2001
- Tamopsis Baehr & Baehr, 1987
- Tropasteron Baehr, 2003